# DLラジオ
DLラジオ（ディーエルラジオ）は、2009年7月22日から12月30日まで放送されていたDLsite.com提供のラジオ番組。全24話。配信サイトは声グラWeb。パーソナリティは、今井麻美と名塚佳織。番組中のCMナレーションは下田麻美が担当していた。

## 番組コーナー
- だ・か・らぁ～♥
  - 相手の背後のボードに書かれたモノを相手に上手く伝えるゲーム
- だってこれがルール
  - イロイロなことを聞いて的確に答えてもらいます!
- ディルちゃん、エルちゃんの日常
  - 毎回異なる設定、シチュエーションによるミニドラマ…？

## ゲスト
- 第3回（2009年8月5日）下田麻美
- 第5回（2009年8月19日）又吉愛
- 第7回（2009年9月2日）小林ゆう
- 第9回（2009年9月16日）戸松遥
- 第11回（2009年9月30日）山本彩乃
- 第13回（2009年10月14日）中村繪里子
- 第17回（2009年11月11日）佐久間紅美
- 第19回（2009年11月25日）たかはし智秋
- 第21回（2009年12月9日）酒井香奈子